# جون در
جون در (بالإنجليزية: John Durr)‏ (13 سبتمبر 1930 – 11 مارس 2010) هو سبّاح جنوب أفريقي راحل، مثّل بلاده في الألعاب الأولمبية الصيفية 1952.

## روابط خارجية
جون در على موقع الاتحاد الدولي للسباحة (الإنجليزية)
- جون در على موقع أوليمبيديا (الإنجليزية)